# 影を斬る
『影を斬る』（かげをきる）は、1963年3月1日に公開された、池広一夫監督、主演市川雷蔵による時代劇コメディ映画である。
伊達藩の剣術指南役でありながら、遊興にふけている井伊直人が、家老の娘の定と結婚。定が侍としての鍛錬を怠っている井伊を立ちなおせるため、一計を案じて井伊を更生させる模様をコメディタッチで描いた作品である。

## スタッフ
- 監督：池広一夫
- 脚本：小国英雄
- 企画：  財前定生
- 撮影：武田千吉郎
- 編集 : 菅沼完二
- 音楽：斎藤一郎
- 美術：西岡善信

## 配役
- 市川雷蔵 : 井伊直人
- 瑳峨三智子 : 定 / 君竜
- 坪内ミキ子 : 和子
- 成田純一郎 : 伊達忠宗
- 松本錦四郎 : 小野伊織
- 小林勝彦 : 戸田帯刀
- 真城千都世 : お広
- 井上明子 : お吉
- 高森チズ子 : お文
- 毛利郁子 : 〆香
- 千葉敏郎 : 村上軍十郎
- 荒木忍 : 伊逢安房
- 山路義人 : 多田頼母
- 大辻伺郎 : 川上平馬
- 藤原釜足 : 笠原左内
- 稲葉義男 : 伊達将

## 併映作品
- 『停年退職』: 島耕二監督作品